# Konstituierende Sitzung des 8. Thüringer Landtags
Die konstituierende Sitzung des 8. Thüringer Landtags fand am 26. und 28. September 2024 statt. In der Sitzung wurde Thadäus König (CDU) zum Landtagspräsidenten gewählt. Die Sitzung erhielt mediale Aufmerksamkeit, da Streitigkeiten zwischen dem Alterspräsidenten Jürgen Treutler (AfD) und der Landtagsfraktion der AfD einerseits, den restlichen Landtagsfraktionen andererseits, zur Anrufung und einer Entscheidung des Thüringer Verfassungsgerichtshofs führten.

## Ausgangslage

### Landtagswahl 2024
- Linke: 12
- SPD: 6
- BSW: 15
- CDU: 23
- AfD: 32

Am 1. September 2024 wurden die 88 Abgeordneten des 8. Thüringer Landtags gewählt. Die AfD erhielt 32 Sitze und wurde damit die größte Fraktion des Landtags.

### Bisherige Rechtslage zur Wahl des Landtagspräsidenten
Die bisherige Geschäftsordnung des Thüringer Landtags sah in § 2 Abs. 2 S. 1 vor, dass der stärksten Fraktion ein Vorschlagsrecht für die Wahl des Landtagspräsidenten zusteht. Umstritten war, ob auch andere Fraktionen einen Vorschlag unterbreiten können, wenn die Wahl des von der stärksten Fraktion vorgeschlagenen Kandidaten scheitert. Die Fraktion der Grünen im 7. Landtag wollte die Geschäftsordnung bereits im Dezember 2023 ändern; blieb aber aufgrund der Ablehnung der damaligen CDU-Fraktion erfolglos. Auf diese Rechtsunsicherheit wies auch der Verfassungsblog im Rahmen des Thüringen-Projekts hin.

## Ablauf

### Vor der konstituierenden Sitzung
Die Fraktion der CDU und die des BSW brachten am 19. September 2024 einen Antrag zur Änderung der Geschäftsordnung ein. Diese Änderung sollte unter anderem bewirken, dass der Landtag von nun an den Präsidenten „aus seiner Mitte“ wählt und kein besonderes Vorschlagsrecht mehr existiert. Der stellvertretende Landesparteichef der AfD Torben Braga bezeichnete diesen Antrag als „spannend“ und erklärte, dass sich das Parlament mit diesem Antrag erst nach der Wahl des Landtagspräsidenten befassen dürfe, da die Geschäftsordnung eine klare Abfolge der Tagesordnung vorsehe. Der Staatsrechtler Philipp Austermann von der Hochschule des Bundes in Brühl hielt eine Änderung der Geschäftsordnung aufgrund der verfassungsrechtlich garantierten Geschäftsordnungs-Autonomie des Landtags auch schon vor der Wahl eines Landtagspräsidenten für zulässig. Austermann vertrat die CDU-Fraktion später im entsprechenden Verfahren vor dem Thüringer Verfassungsgerichtshof. Das Gericht kündigte bereits vor der konstituierenden Sitzung an, im Streitfall noch am selben Tag oder am Folgetag entscheiden zu können.
Für die Wahl der Landtagspräsidentin schlug die Fraktion der AfD am 23. September 2024 Wiebke Muhsal vor. Sie war wegen Betrugs verurteilt worden, weil sie als Landtagsabgeordnete im Jahr 2014 einen Arbeitsvertrag mit einer Mitarbeiterin um zwei Monate vordatiert hatte, um zusätzliches Geld von der Landtagsverwaltung zu erhalten.
Die CDU-Fraktion schlug hingegen am 24. September 2024 Thadäus König als Präsident des Landtags vor.

### Sitzung am 26. September 2024

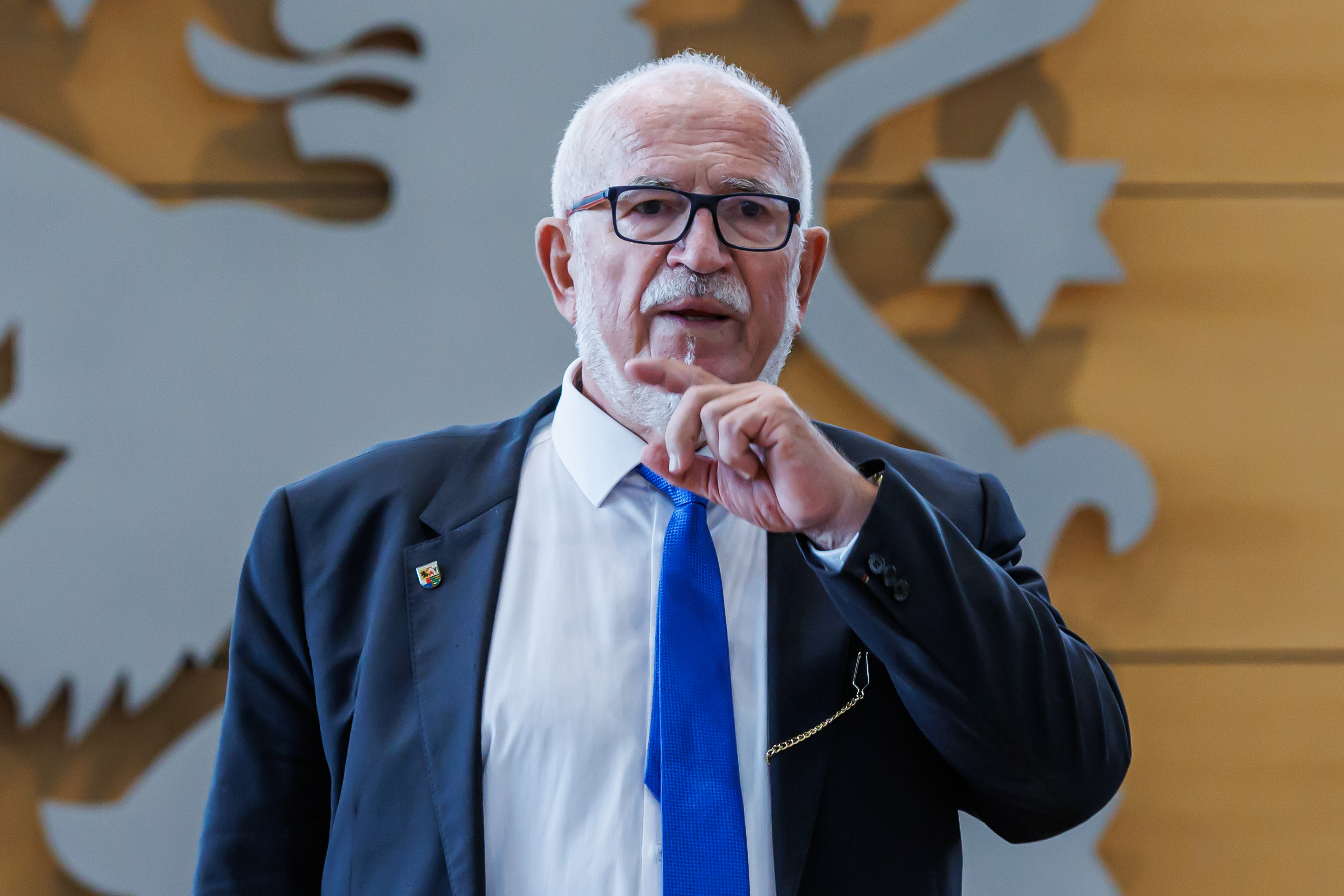
Alterspräsident Jürgen Treutler in der Sitzung am 26. September 2024

Der Alterspräsident Jürgen Treutler eröffnete die konstituierende Sitzung des 8. Thüringer Landtags um circa zwölf Uhr am 26. September 2024. Nach der Begrüßung kam es zu einer Wortmeldung des Abgeordneten Andreas Bühl (CDU), der die Beschlussfähigkeit des Landtags spätestens zur Tagesordnung feststellen lassen wollte. In einer von Bühl nach der Weigerung Treutlers erbetenen Sitzungsunterbrechung einigten sich die parlamentarischen Geschäftsführer darauf, dass der Alterspräsident zunächst eine Rede halten dürfe.
Bereits in dieser Eingangsrede argumentierte er, dass der stärksten Fraktion aus verfassungsrechtlichem Gewohnheitsrecht das Recht zustehe, den Landtagspräsidenten zu stellen. Um 12:26:42 Uhr schien diese Rede mit den Worten „Vielen Dank!“ beendet worden zu sein. Treutler bat daraufhin um 12:26:47 Uhr um die Gestattung von Hinweisen zur Tagesordnung. Bühl meldete sich zu Wort und wollte erneut die Beschlussfähigkeit des Landtags feststellen lassen. Dies sollte laut Bühl nach der Absprache der parlamentarischen Geschäftsführer nach der Rede Treutlers geschehen. Dieser unterbrach daraufhin die Sitzung in der 28. Minute nach zwölf Uhr erneut.
Über eine Stunde später wurde die Sitzung fortgeführt. Treutler bekundete, nun seine Rede fortzusetzen. Er begann über den Verlauf der konstituierenden Sitzung zu sprechen, woraufhin Bühl das Wort ergriff und rügte, dass Treutler seinen Antrag nicht aufrufen wolle und wies drauf hin, dass die Rede des Alterspräsidenten beendet sei, wenn er die Tagesordnung debattiere. Es sei die Aufgabe des Parlaments, die Tagesordnung aufzustellen und nicht die des über eine lediglich zeremonielle Stellung verfügenden Alterspräsidenten. Bühl beharrte weiterhin auf der Feststellung der Beschlussfähigkeit und rügte die Verletzung der Abgeordnetenrechte. Daraufhin wurde die Sitzung um 13:35 Uhr erneut von Treutler unterbrochen.
Nach Fortsetzung der Sitzung um 14:15 Uhr lehnte Treutler erneut ab, dem Antrag Bühls zu folgen. Gegen Einwände des Landtagsdirektors Jörg Hopfe mahnte Treutler, er möge ihn bitte nicht unterbrechen. Hopfe benannte das Verhalten Treutlers als rechtswidrig. Treutler erläuterte, dass der Landtag aufgrund der alten, noch geltenden Geschäftsordnung verpflichtet sei, zunächst den Landtagspräsident zu wählen, bevor die Geschäftsordnung geändert werden könnte. Um 14:18:33 Uhr versprach er den Abgeordneten, nach dem Vortrag seiner Rechtsauffassung bekämen sie die Möglichkeit darauf zu reagieren. Bühl beharrte auf seinem Antrag. Treutler entgegnete Bühl um 14:19:25 Uhr: „Ich entziehe Ihnen das Wort!“ Bühl bestand weiter auf Feststellung der Beschlussfähigkeit. Treutler befahl daraufhin der Landtagsverwaltung, Bühl das Mikrofon abzustellen. Dazu kam es nicht. Um 14:20:08 Uhr ermahnte Treutler Bühl zur Ruhe und bekundete, er wolle seine Rede zu Ende führen. Er führte erneut aus, dass der Antrag erst nach Konstituierung behandelt werden könne. Die Konstituierung träte nach „herrschender Auffassung“ erst mit Wahl des Landtagspräsidenten ein. Bühl widersprach diesen Ausführungen vehement. Um 14:21:05 Uhr äußerte Treutler: „Herr Bühl, ich erteile Ihnen einen Ordnungsruf!“ Nach weiterer Widerrede erteilte Treutler Bühl einen zweiten Ordnungsruf. Bühl entgegnete, dies sei Machtergreifung. Nachdem Treutler weiter über die Tagesordnung sprechen wollte, forderten ihn andere Abgeordnete auf, die gestellten Anträge zu behandeln. Auf Antrag der BSW-Fraktion wurde die Sitzung gegen 14:23 Uhr erneut unterbrochen.
Nach Fortsetzung um 14:57 Uhr rügte der Alterspräsident, dass Tilo Kummer (BSW) das Wort ergriffen habe, ohne dass er es ihm erteilt habe und beharrte darauf, sich immer noch in seiner Rede zu befinden, die dem Anschein nach schon um 12:26:42 Uhr beendet worden war. Der Auffassung des Alterspräsidenten, er könne als Präsident nach § 31 der Geschäftsordnung nach freiem Ermessen über die Erteilung des Wortes entscheiden, wurde aus dem Plenum widersprochen: Diese Recht gelte nur für den demokratisch legitimierten Landtagspräsidenten. Um 14:59 Uhr bat Treutler den Landtagsdirektor darum, die Mikrofone abzustellen, damit er nicht unterbrochen werde. Hopfe folgte dem nicht. Treutler drohte, er werde bei weiteren Unterbrechungen weitere Ordnungsrufe erteilen und erhielt dafür Widerspruch. Gegen 15 Uhr kündigte er an, seine Rede halten zu wollen und setzte erneut an, über die Tagesordnung zu sprechen und wiederholte die Auffassung bezüglich der Konstituierung, die nicht seine Privatmeinung, sondern „herrschende Lehre“ sei, die auch in einem Kommentar vertreten werde, die Landtagsdirektor Hopfe mitherausgebe. Treutler führte weiter aus, dass die Tagesordnung weder von ihm noch vom Parlament bestimmt werden könnte, da sie gesetzlich verbindlich in der Geschäftsordnung des vorherigen Landtags geregelt sei. Dies sei unmittelbar von der Verfassung garantiert. Diesen Ausführungen wurde von allen Fraktionen außer der AfD widersprochen. Treutler äußerte, dass sich aus der inneren Systematik des Artikel 57 der Verfassung des Freistaats Thüringen eine zeitliche Reihenfolge ergebe. Wieder widersprachen alle anderen Fraktionen und weiteren Ausführungen des Alterspräsidenten. Auf Nachfrage bestätigte Treutler um 15:13 Uhr, dass seine Rede beendet sei. Es wurde von einer Abgeordneten behauptet, es gäbe eine Absprache zwischen den parlamentarischen Geschäftsführern, dass nach der Rede der Antrag behandelt werden soll. Treutler wollte hingegen die Sitzung unterbrechen und bat die parlamentarischen Geschäftsführer nach vorne. Diese folgten nicht. Bühl wies auf das Versprechen hin, er dürfe nach der Rede Treutlers zu Wort kommen (s. o.). Um 15:15 Uhr sprach Treutler aus, die Sitzung sei unterbrochen und verließ seien Sitzplatz. Abgeordnete forderten den zweitältesten Abgeordneten auf, die Sitzung fortzuführen.
Treutler setzte die Sitzung um 15:23 Uhr mit den Worten „Ich komme nun zur Ernennung von vorläufigen Schriftführerinnen bzw. Schriftführern“ fort, um – wie bereits fortlaufend von ihm angekündigt – die Wahl des Landtagspräsidenten durchzuführen. Bevor er weitersprechen konnte, wurde er von Bühl und Hopfe darauf hingewiesen, dass der Geschäftsordnungsantrag zu behandeln sei. Treutler meinte, er hätte dazu bereits ausgeführt, dass er den Antrag für unzulässig hielt, und wollte keine Debatte zum Geschäftsordnungsantrag oder zur Tagesordnung zulassen. Er erhielt dafür vehement Widerspruch aus allen Nicht-AfD-Fraktionen. Um 15:25 Uhr bat er alle parlamentarischen Geschäftsführer nach vorne. Die Sitzung wurde – ohne dies ausdrücklich zu erklären – offensichtlich unterbrochen.
Anschließend an die Fortführung der Sitzung um 15:44 Uhr verkündete Treutler, dass nun jede Fraktion ihre Rechtsauffassung mitteilen dürfe. Nur die AfD-Fraktion vertrat, dass sich das Parlament eine Geschäftsordnung erst nach der Wahl des Landtagspräsidenten geben könne. Alle anderen Fraktionen sahen dies nicht so. Um 15:58 Uhr wurden die parlamentarischen Geschäftsführer nach vorne gebeten und die Sitzung wurde – ohne dies formell zu erklären – evident unterbrochen.
Nachdem die Sitzung um 16:05 Uhr weitergeführt wurde, erklärte Treutler, dass er sich der Rechtsauffassung der AfD-Fraktion anschließe. Bühl konnte daraufhin, wie es vereinbart worden sei, das Wort ergreifen. Bühl erklärte, dass Treutler den Antrag nicht behandeln wollte, sowie nicht über die Tagesordnung abstimmen lassen werde und kündigte in seinem Redebeitrag an, einen Antrag auf Erlass einer einstweiligen Anordnung bei dem Thüringer Verfassungsgerichtshof zu stellen, da er Verfassungsrechtsverletzungen, insbesondere Eingriffe in die Freiheit des Mandats und die Selbstorganisation des Parlaments durch den Alterspräsident sehe. Die Sitzung wurde auf Antrag Bühls um 16:11 Uhr bis zu einer Entscheidung des Gerichts unterbrochen und die Fortsetzung voraussichtlich auf den 28. September 2024 um 9:30 Uhr terminiert.

### Entscheidung des Thüringer Verfassungsgerichtshofs am 27. September 2024
Noch am 26. September 2024 bestätigte der Thüringer Verfassungsgerichtshof den Eingang eines Antrags auf Erlass einer einstweiligen Anordnung der CDU-Landtagsfraktion und eines CDU-Landtagsabgeordneten, der sich gegen den Alterspräsidenten des Thüringer Landtags richtete. Dem Alterspräsidenten wurde Gelegenheit zur Stellungnahme bis zum 27. September 2024 um 12 Uhr eingeräumt. Dem Verfahren traten die SPD-Fraktion, die Fraktion Die Linke und die BSW-Fraktion im Thüringer Landtag bei.
Am späten Abend des 27. Septembers 2024 veröffentlichte der Thüringer Verfassungsgerichtshof einen Beschluss in diesem Verfahren. Dem Antrag der CDU-Fraktion und des CDU-Landtagsabgeordneten Bühl gab das Gericht darin teilweise statt. Das Gericht verpflichtete den Alterspräsidenten, bei der Fortsetzung der konstituierenden Sitzung des Thüringer Landtags den Namensaufruf der Abgeordneten durchzuführen, daran anknüpfend die Feststellung über die Beschlussfähigkeit des Landtags zu treffen und sodann die vorläufige Tagesordnung in der Fassung vom 19. September 2024 im Plenum zur Abstimmung zu stellen. Danach müsse die Fortsetzung der Sitzung in der Reihenfolge der beschlossenen Tagesordnung stattfinden.
Dabei nahm das Gericht die Hauptsache vorweg. Ein Verfahren in der Hauptsache wäre zulässig und offensichtlich begründet. Es stellte fest, dass der Alterspräsident lediglich eine dienenden Funktion gegenüber dem Parlament habe und daher nicht berechtigt sei, Entscheidungen über die Auslegung der Geschäftsordnung zu treffen oder Anträge des Plenums abzulehnen. Der Alterspräsident habe die verfassungsmäßigen Rechte der Fraktionen von SPD, Die Linke, BSW und CDU, sowie die des Abgeordneten Bühl verletzt. Die Geschäftsordnungsautonomie als zentraler Ausdruck der Parlamentsautonomie unterliege verfassungsrechtlich der Diskontinuität. Demnach könne kein Parlament das darauffolgende durch parlamentarisches Innenrecht binden. Im Widerspruch zu den Ausführungen des Alterspräsidenten in der Sitzung vom 26. September 2024 stellte der Verfassungsgerichtshof fest, dass es dem Plenum als Ausdruck der Parlaments- und Geschäftsordnungsautonomie des Parlaments obliege, die Tagesordnung festzustellen. Eine Pflicht, die Wahl des Präsidenten vor dem Beschluss einer Geschäftsordnung vorzunehmen, ergebe sich aus der Verfassung nicht. Es widersprach zudem der Auffassung, aus der inneren Systematik des Artikel 57 der Verfassung lasse sich eine zeitliche Reihenfolge entnehmen. Es stellt außerdem klar, dass sich ein Anspruch auf ein ausschließliches Vorschlagsrecht der stärksten Fraktion für das Amt des Landtagspräsidenten nicht aus der Verfassung oder aus Verfassungsgewohnheitsrecht ergebe.

### Sitzung am 28. September 2024

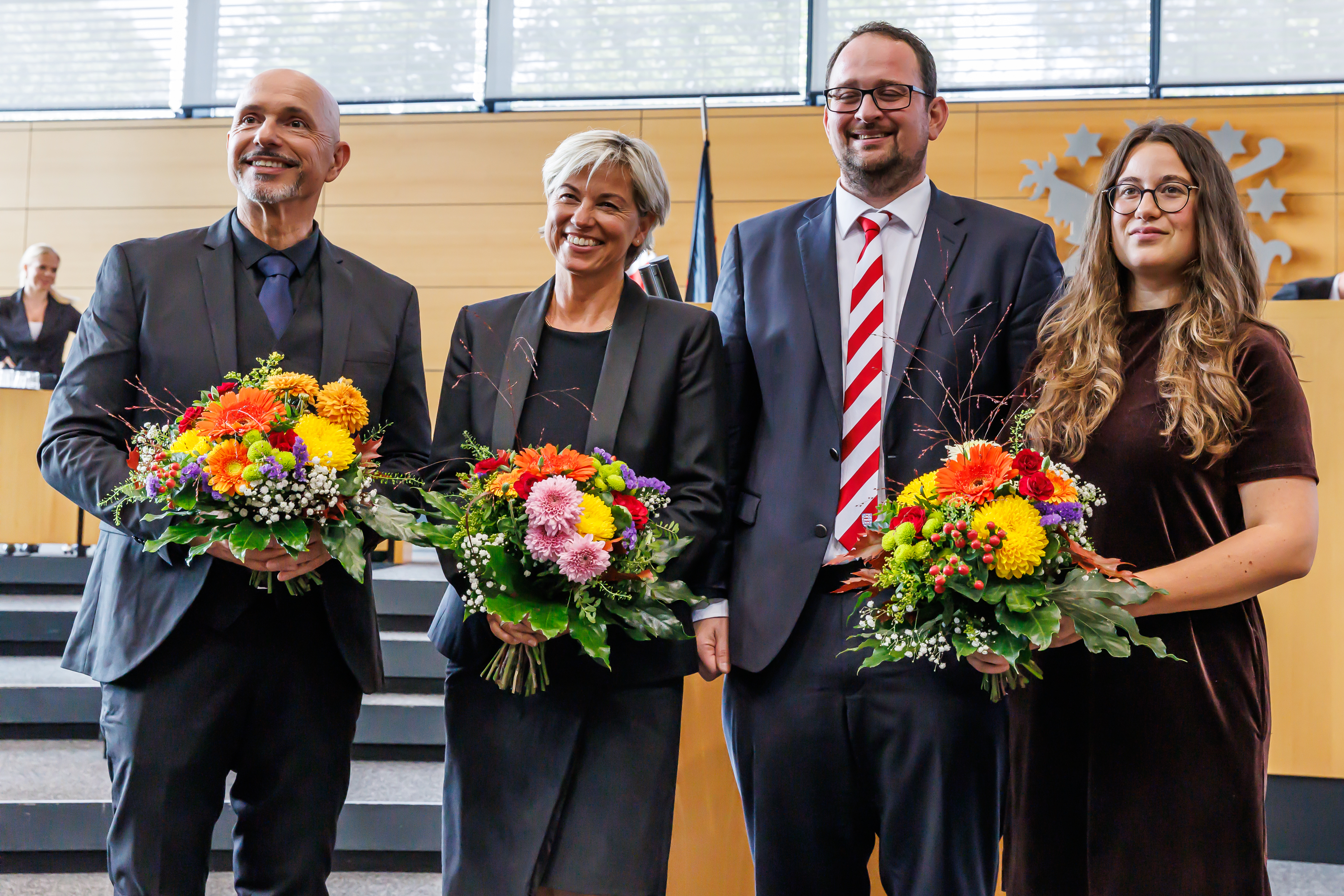
Das neu gewählte Landtagspräsidium am 28. September 2024 (v. l. n. r. Quasebarth, Urban, König, Güngör)

Um 9:33 Uhr setzte der Alterspräsident die konstituierende Sitzung fort und erklärte, sich an die Gerichtsentscheidung halten zu wollen. Daraufhin wurde mithilfe der vorläufig ernannten Schriftführern die Beschlussfähigkeit des Parlaments festgestellt. Danach wurde der Antrag der CDU- und der BSW-Fraktion bezüglich der Änderung der Geschäftsordnung des Landtags debattiert und darüber abgestimmt. Diese wurde mehrheitlich angenommen. Daraufhin wurde Thadäus König (CDU) zum Landtagspräsidenten gewählt. Er übernahm die Sitzungsleitung. Nunmehr wurden die Vizepräsidenten Steffen Quasebarth (BSW), Lena Saniye Güngör (Die Linke) und Cornelia Urban (SPD) gewählt.

## Rezeption (Auswahl)
Der Politikwissenschaftler André Brodocz bewertete den Ablauf der Sitzung als „Tiefpunkt in der Geschichte des deutschen Parlamentarismus“. Der Verfassungsrechtler Michael Brenner vertrat die Ansicht, dass die AfD die Sitzung instrumentalisiert habe, „um ein bisschen die Demokratie, die Geschäftsordnung und vielleicht auch die Thüringer Verfassung vorzuführen und die Grenzen auszutesten“. Der Politikwissenschaftler Michael Koß verwies auf ähnlich giftige Debatten in der Weimarer Republik.